# Vårdslös skatteuppgift
Vårdslös skatteuppgift, brott enligt svensk rätt (5 § skattebrottslagen (1971:69)). Den döms för vårdslös skatteuppgift, som på annat sätt än muntligen av grov oaktsamhet lämnar oriktig uppgift till myndighet och därigenom ger upphov till fara för att skatt undandras det allmänna eller felaktigt tillgodoräknas eller återbetalas till honom själv eller någon annan. 
Att fastställa skatt görs enligt en i stort sett uteslutande skriftlig process; skatten fastställs nästan enbart med grund i uppgifter som lämnats skriftligen. Därför, samt på grund av de svårigheter som kan finnas att bevisa vad någon har sagt, har man undantagit sådana uppgifter som lämnas muntligen.
För brottet döms till böter eller till fängelse i högst ett år. Om gärningen med hänsyn till skattebeloppet och övriga omständigheter är av mindre allvarlig art, skall den skyldige enligt andra stycket i ovannämnda paragraf inte dömas för brottet.
Vårdslös skatteuppgift är ett oaktsamhetsbrott. Om handlingen har skett uppsåtligen, kan den skyldige i stället dömas för skattebrott.
Den som frivilligt vidtar åtgärd som leder till att skatten kan påföras, tillgodoräknas eller återbetalas med rätt belopp, skall enligt 12 § skattebrottslagen inte dömas för vårdslös skatteuppgift.
Den senaste lydelsen av 5 § skattebrottslagen fastställdes 1996.